# Live! On Stage - Tue 12 Manchester O2 Apollo
Live! On Stage - Tue 12 Manchester O2 Apollo è un album dal vivo della rock band inglese Status Quo, pubblicato nel marzo del 2013.

## Il disco
Questo CD è stato messo in vendita sul posto a partire da 10 minuti dalla fine del concerto, oppure su prenotazione e spedizione per posta.

## Tracce
Disco 1
1. "Junior s Wailing" - 4:38 - (Pugh/White)
2. "Backwater" - 5:06 - (Lancaster/ParfittYoung)
3. "Just Take Me" - 5:28 - (Lancaster/Parfitt)
4. "Is There A Better Way" - 3:47 - (Rossi/Lancaster)
5. "In My Chair" - 3:07 - (Rossi/Young)
6. "Blue Eyed Lady" - 4:54 - (Lancaster/Parfitt)
7. "Little Lady" - 3:15 - (Parfitt)
8. "Most Of The Time" - 3:19 - (Rossi/Young)
9. "(April) Spring, Summer and Wednesdays" - 4:07 - (Rossi/Young)
10. "Railroad" - 5:42 - (Rossi/Young)
11. "Oh Baby" - 4:51 - (Parfitt/Rossi)

Disco 2
1. "Forty-Five Hundred Times" - 5:36 - (Rossi/Parfitt)
2. "Rain" - 4:50 - (Parfitt)
3. "Big Fat Mama" - 5:26 - (Rossi/Parfitt)
4. "Down Down" - 5:57 - (Rossi/Young)
5. "Roadhouse Blues" - 8:44 - (Manzarek/Densmore/Morrison/Krieger)
6. "Don't Waste My Time" - 5:13 - (Rossi/Young)
7. "Bye Bye Johnny" - 7:02 - (Berry)

## Formazione
- Francis Rossi (chitarra solista, voce)
- Rick Parfitt (chitarra ritmica, voce)
- Alan Lancaster (basso, voce)
- John Coghlan (percussioni)
- Bob Young (armonica a bocca)